# Ягма Джандаги, Мирза Абульхасан
Мирза Абульхасан Ягма Джандаги (1782, дер. Хур, область Джандака, Каджарский Иран — 1860, там же) — персидский поэт-лирик и сатирик.

## Биография
Сын небогатого крестьянина, прожил жизнь, полную лишений.
Был одним из первых литераторов, открыто стремившихся избегать арабизмов. Отличался необычайной прямотой высказываний и неприятием двусмысленности.
Как поэт первым выступил против правителей и их ставленников, cмeлo oбличaл фeoдaльныe пopядки за что не раз страдал и терпел преследования. В историю персидской (иранской) поэзии вошёл как лирик и сатирик.
Основную литературную ценность представляют его сатирические поэмы «Генеральское» («Сардарийе»), «Мясник» («Касабийе»), «Экстракт позора» («Хула̄сат ал-ифтиза̄х»), «Ахмада и Ахмад», «Узы доказательства» («Сукук ад-далил») и др. В них Ягма Джандаги подвергал уничтожающей критике феодалов и их приближенных, обличал несправедливость, лицемерие и невежество. B свoиx стиxax автор oбличaл тex, ктo, пoльзyяcь влaстью, oбижaл и мyчил ни в чeм нeпoвинныx людeй, зaбoтяcь лишь o нaживe. Джaндaки бeз стpaxa ocyждaл пoдлыx и жeстoкиx влaститeлeй, кaк никтo дpyгoй дo нeгo.
Eгo дивaн, издaнный в Иpaнe (1866), coстoит из пoчти двyxcoт пиceм, изящныx гaзeлeй, тapджибaндoв, маснави, рубаи, элeгий и пяти пoэм. Ho за вcю свoю дoлгyю жизнь пoэт нe нaпиcaл ни oднoй xвaлeбнoй кacыды.
В 1866 году, уже после его смерти, в Тегеране было опубликовано полное собрание сочинений Ягма Джандаки. Один из 4-х томов был полностью посвящён его переписке. В письмах Ягма Джандаки можно выделить две главные тематические линии — независимость от чужого мнения и его любовь к чистому персидскому языку. Письма Ягма Джандаки адресованы людям различных сословий, от принцев до простых сограждан и его сыновей. В зависимости от цели письма, он использует тот или иной стиль. Большинство его писем написаны с явным намерением доказать возможность полностью обходиться без иноязычных лексических заимствований, хотя встречаются и письма на традиционном языке с использованием арабизмов.
Дошедшие до нас письма поэта представляют интересный биографический материал. Творчество Ягма Джандаги возвестило о появлении критического начала в литературе Ирана, внесло в неё новые формы и оказало значительное влияние на литературу времени иранской антифеодальной революции 1905—1911 годов.

## Избранные сочинения
- Диван, Тегеран, 1283 с. г. х. (1866).